# Emilio Guagnino
Emilio Guagnino (fl. XX secolo) è stato un calciatore italiano, di ruolo centrocampista.

## Statistiche

### Presenze e reti nei club
| Stagione     | Club         | Campionato      | Campionato | Campionato |
| Stagione     | Club         | Comp            | Pres       | Reti       |
| ------------ | ------------ | --------------- | ---------- | ---------- |
| 1922-1923    | Inter        | Prima Divisione | 2          | 0          |
| 1923-1924    | Inter        | Prima Divisione | 0          | 0          |
| Totale Inter | Totale Inter |                 | 2          | 0          |